# Staatsraad (Portugal)
De Staatsraad (Portugees: Conselho de Estado) is een Portugees staatsorgaan. Volgens de Portugese grondwet is de primaire taak van de Staatsraad het adviseren van de President van Portugal. Wanneer een Portugese president nieuwe verkiezingen wil uitschrijven voor de Assemblée van de Republiek of wanneer hij de oorlog wil verklaren, vrede wil sluiten, of wanneer een regering wil aftreden, dan moet hij altijd de Staatsraad raadplegen.

## Samenstelling
De Staatsraad bestaat uit de volgende personen:
- President van Portugal
- Voorzitter van de Assemblée van de Republiek
- Premier
- President van het Hooggerechtshof
- Nationale Ombudsman
- President van de Regionale Regering van de Azoren
- President van de Regionale Regering van Madeira
- Voormalige gekozen staatspresidenten
- Vijf door de president gekozen prominente Portugezen (zoals de president-directeur van de Nationale Bank)
- Vijf door het parlement gekozen leden (meestal één lid voor iedere grote partij)
- Secretaris van de Staatsraad